# البهو فريك
قرية البهوفريك هي إحدى القرى التابعة لمركز أجا في محافظة الدقهلية في جمهورية مصر العربية. حسب إحصاءات سنة 2006، بلغ إجمالي السكان في البهوفريك 8256 نسمة، منهم 4201 رجل و4055 امرأة.

## التاريخ
قرية البهو فريك من القرى القديمة، وأصلها قريتان وردتا باسم «البهو» ومنية فوريك في أعمال المرتاحية ضمن قرى الروك الصلاحي التي أحصاها ابن مماتي في كتاب قوانين الدواوين، ثم وردتا مجتمعتان باسم «البهو ومنية فوريك» في أعمال الدقهلية والمرتاحية ضمن قرى الروك الناصري التي أحصاها ابن الجيعان في كتاب «التحفة السنية بأسماء البلاد المصرية». وفي العصر العثماني وردت باسم «البهو فريك» في التربيع العثماني الذي أجراه الوالي العثماني سليمان باشا الخادم في عصر السلطان العثماني سليمان القانوني ضمن قرى ولاية الدقهلية، وفي تاريخ 1228هـ/1813م الذي عدّ قرى مصر بعد المسح الذي قام به محمد علي باشا باسم «البهو فريك» ضمن قرى مديرية الدقهلية.